# Harmony Korine
Harmony Korine, född 4 januari 1973 i Bolinas i Kalifornien, är en amerikansk regissör, manusförfattare och filmproducent.
Korine skejtade med sina vänner i Washington Square Park när han träffade fotografen Larry Clark som bad honom skriva ett manus om skejtare som även innehöll Aids-epidemin som tema. Korine gav sig i kast med uppgiften och resultatet blev den mycket uppmärksammade filmen Kids (1995). Det ledde till att Korine själv regidebuterade med independentfilmer som Gummo (1997). För filmen tilldelades hans FIPRESCI-priset vid Filmfestivalen i Venedig 1997. Korine har uppgett att uppmärksamheten efter Kids och Gummo ledde till att han blev utbränd. Han har även skrivit manus till Larry Clarks film Ken Park (2002). År 2013 regisserade han Spring Breakers (2013) som nominerades till Guldlejonet vid Filmfestivalen i Venedig 2012.
Sedan 2007 är han gift med skådespelaren Rachel Korine. Tillsammans har de tre barn och bor i Miami.

## Filmografi i urval
- 1995 – Kids (manus)
- 1997 – Gummo (regi och manus)
- 2002 – Ken Park (manus)
- 2007 – Mister Lonely (regi, manus och produktion)
- 2009 – Trash Humpers (regi och manus)
- 2013 – Spring Breakers (regi och manus)
- 2019 – The Beach Bum (regi och manus)
- 2023 – Aggro Dr1ft (regi och manus)
- 2024 – Baby Invasion (regi och manus)